# 殖民
殖民（英語：Colonization），也称殖民化，指一种大规模的人口流动，其中移民與其遷移前的（或其祖先的）祖國保持密切联系，並藉助這種聯繫獲取高於地區內其他居民的特权。殖民發生在殖民主义结构的保护下时，称为定居殖民主義。該過程中，定居者通常会剥夺原住民的财产，或建立系统性地使原住民处于不利地位的法律和其他社会结构。
就其基本意義，殖民可以定义为從國外控制目标领土或人民以进行耕种的过程，通常藉助建立殖民地的方式進行，并可能在當地定居。
西欧国家在美洲、澳大利亚和新西兰建立的殖民地中，迁入的定居者（以中欧、东欧、亚洲和非洲人民为补充）杀害、同化或驱逐土著居民后，最终构成了当地人口的绝大部分。而在另一些殖民地，西欧定居者虽然是少数群体，但通常支配着非西欧的多数人口。
在欧洲殖民大洋洲的澳大利亚、新西兰等地的期间，探险家和殖民者常将这些陆地视为“无主地”，拉丁语名，意为“空地”。由于当地没有西方的农业技术，欧洲人认为这片土地未经人类改变，因此尽管存在土著居民，但视之为“无人居住”。19世纪，墨西哥的《一般殖民法》和美国的“昭昭天命”等法律和思想鼓励了對美洲殖民（自15世纪开始）的深化。尽管自1946年以来，联合国就殖民地国家和人民的独立发表了大量声明和公投，但世界上仍有60多个殖民地（有时被指定为领土），包括波多黎各、關島和百慕大。

## 詞源
英文中表示“殖民”的词源自拉丁語（意為“耕种”）、 （“包含大量土地的地產”、“农场”）和（“耕种者”、“农民”)，而引申为“定居”。从事殖民的人被为殖民者，而被殖民的人为被殖民者）。